# Carthagineses y Romanos
Carthagineses  son unas fiestas de carácter histórico que desde 1990 se celebran en la ciudad española de Cartagena (Región de Murcia) durante la segunda quincena del mes de septiembre para conmemorar los hechos históricos acaecidos en la ciudad durante la segunda guerra púnica.
Se rememoran acontecimientos como la fundación de Qart Hadasht por el general cartaginés Asdrúbal el Bello en torno al año 227 a. C. la salida de Aníbal hacia Roma o la conquista de la ciudad por Escipión el Africano en el año 209 a. C.
Están declaradas de Interés Turístico Internacional desde el 22 de junio del año 2017. El eslogan de la fiesta es "Y después del verano, Carthagineses y Romanos" para remarcar que se celebra en la segunda quincena del mes de septiembre.

## Historia de las fiestas
El 25 de julio de 1972 se celebró en Cartagena la última Velada Marítima de las fiestas populares del Carmen y Santiago. La carroza "Río Tajo" del Ayuntamiento, que cerraba el desfile marítimo, se inclinó hacia babor al pasar por segunda vez ante la tribuna presidencial, hundiéndose con sus casi cien ocupantes. El balance final fue de diez fallecidos, la mayoría de ellos a causa de lesiones producidas por hierros y maderas. A consecuencia de esta tragedia, la ciudad quedó huérfana de unas fiestas populares.
En el año 1989 un grupo de cartageneros intentó aportar su granito de arena para recuperar la historia de la ciudad y, de paso, tomar el relevo a aquella Velada Marítima a la que una tragedia puso fin.
El Centro de Iniciativas Turísticas de Cartagena, que presidía José Marín Alburquerque con Tomás Martínez Pagán en la vicepresidencia, fue el que canalizó esa iniciativa ciudadana, que había comenzado a fraguarse en la década de los setenta.
En el periodo comprendido entre diciembre de ese año y febrero del siguiente se realizó un sondeo entre los ciudadanos para determinar la fecha de las fiestas, la segunda quincena de septiembre, y la temática, el enfrentamiento entre cartagineses y romanos en la segunda guerra púnica.
En la primera edición de las fiestas (1990) participaron alrededor de 600 personas distribuidas en diez tropas y siete legiones. Se establecieron los personajes principales de Aníbal, Escipión el Africano, Himilce y la Gran Dama de Roma, personaje este último que con el tiempo evolucionaría a Emilia Paula. El primer campamento festero se estableció en el paseo Alfonso XIII y un único hostelero fue el encargado de todas las barras del recinto con precios unificados.
En la segunda edición de las fiestas (1991) se incorporaron nuevas tropas y legiones, lo que propició la aparición de nuevos personajes como Asdrúbal, Magón, Quinto Trebelio y Sexto Digicio. Por primera vez se celebraron las Bodas de Aníbal e Himilce, el Oráculo de Tanit, la contratación de mercenarios y el día de la mujer romana. El campamento se trasladó al anexo del Parque de Artillería.
En la tercera edición de las fiestas (1992) siguieron incorporándose nuevas tropas y legiones y nuevos personajes como Indíbil, Amílcar Barca o Cayo Flaminio. La falta de espacio trasladó el campamento a las inmediaciones de la avenida del Cantón, cerca de la Rambla de Benipila. Se celebraron por primera vez el Circo Romano (en una plaza de toros portátil), las Pruebas de Aspar y la Batalla Marítimo Deportiva. Se celebró un congreso en el que se acordaron el límite máximo de 25 tropas y legiones, el número mínimo de integrantes de un grupo festero, el itinerario permanente de los desfiles, la instalación de sillas en los actos y la intención a medio plazo de tener un campamento estable.
En la cuarta edición de las fiestas (1993) continuaron incorporándose nuevas tropas y legiones para un total de más de 4000 festeros. El personajes de Dea Ilia reemplazó a la Gran Dama de Roma como principal personaje femenino en el bando romano. Se modificó por cuarta vez la ubicación del campamento festero para situarlo en los alrededores del centro comercial Pryca (actual Eroski). Se constituyó la Federación de Tropas y Legiones y se consiguió el reconocimiento de Interés Turístico Regional.
En la quinta edición de las fiestas (1994) se alcanzó por primera vez el número máximo de tropas y legiones, veinticinco. Las fuertes lluvias y vientos impusieron cambios en el programa oficial e incluso llevaron a la suspensión del Circo Romano. También causaron destrozos en más del 80% del recinto festero.
En la sexta edición de las fiestas (1995) se celebró por primera vez el Ajedrez Viviente y se establecieron premios para la tropa y legión que mejor desfilaran, siendo los ganadores Guerreros de Uxama y Fuerzas de Choque Extraordinarii.
En la séptima edición de las fiestas (1996) se produjeron importantes cambios en el campamento, en el que diez grupos presentaron sus nuevas fachadas. Se consiguieron importantes hitos de promoción como la retransmisión del Circo Romano por parte de Televisión Española a través de su segundo canal y del canal internacional y la integración de las fiestas en la Asociación de Fiestas Históricas de España.
En la novena edición de las fiestas (1998), se reemplazó la figura de la Dea Ilia por Emilia Paula. En esta edición todos los grupos municipales acordaron por unanimidad el apoyo a solicitud de declaración de las fiestas como Interés Turístico Nacional. Además, por primera vez, el acto de la Fundación se realizó en directo a pesar de no contar con ningún actor profesional.
En la décima edición de las fiestas (1999), se consiguió el reconocimiento de Interés Turístico Nacional. Se consiguió la cesión de la Casa Moreno como sede de la Federación de Tropas y Legiones, se habilitó una nave para que todas las tropas y legiones pudieran dejar sus pertenencias en ella y se realizó un censo festero.
En la undécima edición de las fiestas (2000), se celebró la primera convivencia festera en el campamento. Se continuó con la promoción en televisiones y la ONCE editó por primera vez un cupón oficial con la imagen de las fiestas y Caja Murcia editó una tarjeta inteligente oficial de las fiestas.
En la duodécima edición de las fiestas (2001), se dotó al campamento festero de alcantarillado, alumbrado, tomas de agua, cámaras de televisión interna y alarmas conectadas con la Policía. Nueve tropas y legiones realizaron reformas importantes en sus casetas. Por primera vez se utilizaron voces en directo para el acto festero de las bodas de Aníbal e Himilce y se permitió a los ciudadanos contemplar el acto de la Gran Batalla desde lo alto de la Muralla del Mar.
En la decimotercera edición de las fiestas (2002), diez tropas y legiones realizaron reformas importantes en sus casetas. Además, se amplió el recinto festero en 2.000 metros cuadrados y se dotó de nuevos urinarios. Se realizó por primera vez el acto del Oráculo de Tanit en directo.
En la decimocuarta edición de las fiestas (2003), siete tropas y legiones realizaron reformas importantes en sus casetas. Entre todas ellas destacaba por sus grandes dimensiones la nueva figura que preside la caseta de los Honderos Baleares. Surgieron algunos problemas de convivencia con los vecinos por el exceso de ruido y se produjeron algunos altercados en el campamento festero, a pesar de que por primera vez se contrató seguridad privada.
En la decimonovena edición de las fiestas (2008), las inclemencias meteorológicas impidieron la celebración del Circo Romano, el Ajedrez Viviente, el Especial Informativo sobre la Guerra Púnica y el desfile general. La Destrucción de Sagunto tampoco pudo celebrarse debido a problemas de la Legión de Sagunto. Las obras de peatonalización del centro de la ciudad obligaron a trasladar actos al campo de fútbol y a modificar el itinerario de los desfiles. Todo esto avivó el debate sobre el cambio de fecha para las fiestas.
En la vigésimo primera o vigesimoprimera edición de las fiestas (2010), desapareció del programa el Circo Romano. Los actos de las Pruebas de Aspar, los Festejos Nupciales y los Juegos Carthagineses abandonaron también el programa oficial, aunque siguieron celebrándose fuera del programa. La crisis también afectó a dos grupos festeros que no pudieron montar campamento ese año. Este fue el último año en que se celebró la Feria de Día en la plaza Juan XXIII.
En la vigesimotercera edición de las fiestas (2012), desaparecieron cuatro grupos festeros. La crisis obligó también a cancelar todas las actividades deportivas excepto la Batalla Marítima que, no obstante, tampoco pudo celebrarse por culpa de la climatología. Este año la climatología impidió la celebración de la Gran Batalla el viernes, aunque se pospuso para el domingo. Como notas positivas, se mejoró la instalación eléctrica y el vallado del campamento y se crearon los principales personajes infantiles en ambos bandos. El Campamento de Día se extendió a 22 grupos festeros y consiguió servir un total de 40.000 tapas.
En la vigesimoquinta edición de las fiestas (2014), se consiguió alcanzar de nuevo el cupo máximo de 50 grupos festeros. Para conmemorar el XXV aniversario de las fiestas se programaron por primera vez tres conciertos, así como múltiples exposiciones. Se programaron más de 375 actividades, se retomó el acto del Circo Romano y se realizaron mejoras en el desfile general. La ONCE editó un cupón conmemorativo del aniversario y también se editó un libro acerca de los veinticinco años de vida de las fiestas.
En la vigesimoséptima edición de las fiestas (2016) se consiguió el respaldo institucional de la comunidad autónoma de la Región de Murcia para declarar las fiestas de Interés Turístico Internacional.
En la vigesimoctava edición de las fiestas (2017), se consiguió el reconocimiento de Interés Turístico Internacional.

## Programa oficial

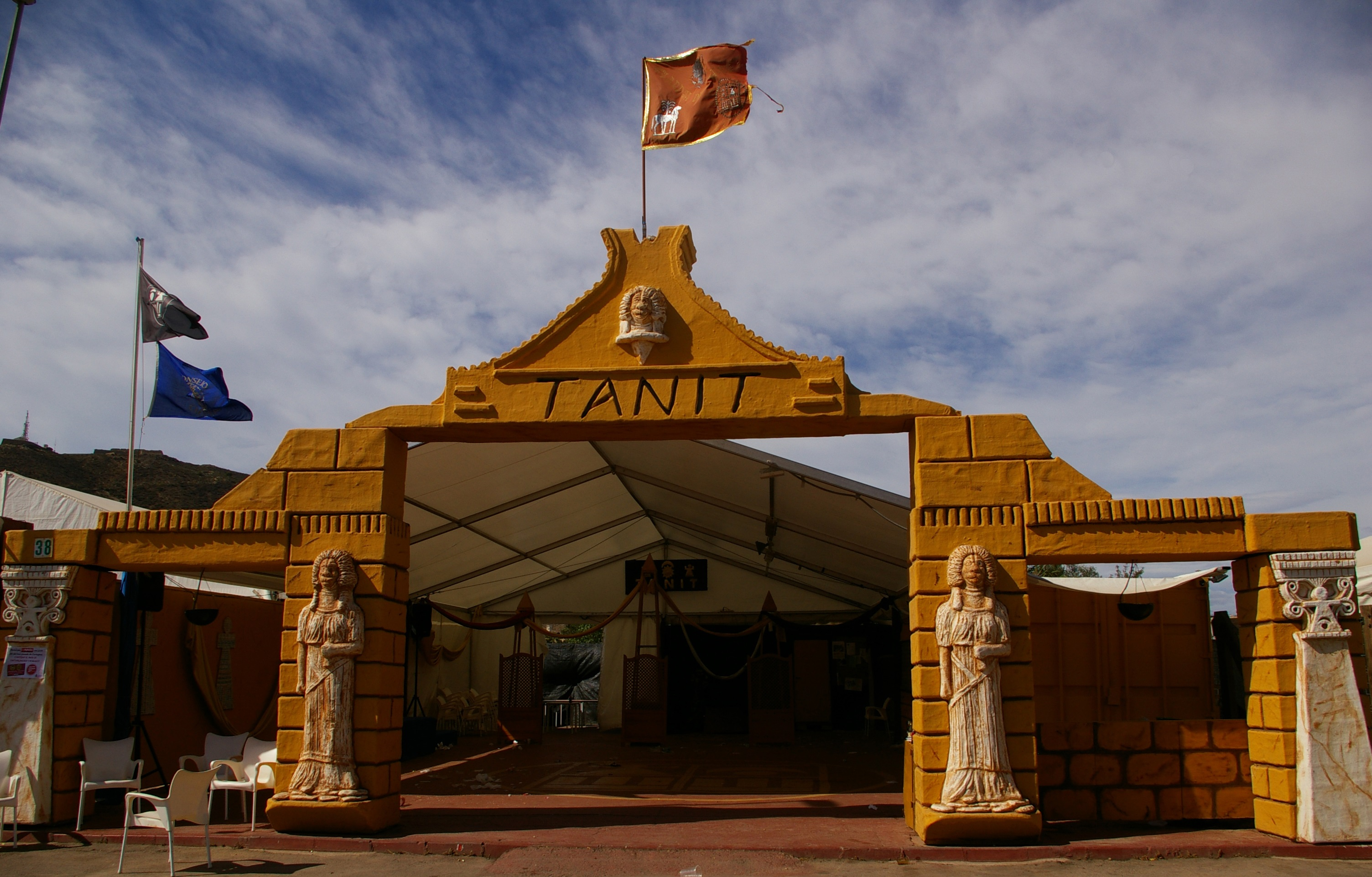
El cuartel de la tropa Tanit, en el campamento festero

El programa oficial de actividades se mantiene prácticamente sin cambios año tras año, salvo algunas variaciones menores de nomenclaturas y algunos ajustes de horarios.
Todos los actos son gratuitos, excepto el Gran Circo Romano, que requiere la compra de una entrada para acceso al recinto. En algunos actos se cobra por asiento, aunque siempre existe la posibilidad de presenciar el acto de pie sin ningún coste.

### Primer viernes
- Llegada del Fuego Sagrado: se produce a través de una embarcación que realiza su entrada por el puerto de Cartagena.

- Encendido del Fuego Sagrado: es un espectáculo en el que las sacerdotisas, los sacerdotes y las vestales invocan a los dioses púnicos y romanos para que envíen el fuego sagrado. Se representa en el cerro del Molinete, una de las cinco colinas de Cartagena.

- Pregón de las Fiestas: tiene lugar en la explanada del Palacio Consistorial y su pronunciamiento recae cada año en algún personaje de relevancia local o nacional. Algunas personalidades que han pregonado las fiestas han sido Arturo Pérez-Reverte, Tico Medina, Fernando Jáuregui, Belinda Washington, Paula Vázquez, José Antonio Camacho, Los Morancos, Carlos Latre o Javier Cárdenas.

- Marcha hacia el campamento festero: tras finalizar el pregón, todas las tropas y legiones marchan hacia el campamento festero para que las autoridades y el pregonero corten la cinta, inaugurando el campamento festero y permitiendo la entrada del Fuego Sagrado.

- Previo al pregón oficial existe un acto, también oficial, que se conoce como Pregonillo y en el que un grupo de festeros veteranos recorre las calles del centro de la ciudad anunciando el inminente comienzo de las fiestas.[6]

### Primer sábado
- La Fundación de Qart Hadasht es un espectáculo interpretado consecutivamente en tres escenarios diferentes de la ciudad y que cuenta la historia de la familia Barca desde la muerte de Amílcar hasta la fundación de Qart Hadasht por el general carthaginés Asdrúbal Janto El Bello en el año 227 a. C.

- Desde 2014[7] se celebra también una versión infantil de este acto en el que participan niños de entre 6 y 11 años de todas las tropas.

### Primer domingo
- El Dies Lustricus (anteriormente conocido como Nasciturus[8]) es una fiesta infantil romana en la que son bautizados por el rito romano todos los festeros nacidos en el último año. Adicionalmente se interpreta una pequeña obra de teatro, acompañada de espectáculos de danza. Los familiares de cada niño o niña bautizado rinden tributo a los dioses con cestas de frutas, que son donadas a beneficencia, y reciben un diploma sellado con la palma de la mano del niño o niña untada en tinta.

- La Destrucción de Sagunto representa la toma y destrucción de la ciudad de Sagunto a manos de las tropas cartaginesas.

- Los Comicios Centuriados representan una reunión de los generales romanos para planear su estrategia militar para derrotar a las tropas carthaginesas de Aníbal Barca.

- La Sesión Plenaria del Senado escenifica, con tono humorístico y reivindicativo, la sesión del Senado de Roma que dará paso a la declaración de guerra. El guion se reescribe totalmente cada año para reflejar la actualidad local, regional, nacional e internacional e incluir chismes festeros y políticos. Al final del acto el público vota a mano alzada el "Premio Brutus del Año".[9]

### Lunes
- Las Bodas de Aníbal e Himilce representan los esponsales del general carthaginés Aníbal y la princesa íbera Himilce, con la participación de todas las tropas carthaginesas. El joven general Aníbal Barca es proclamado como Jefe Supremo de las tropas carthaginesas en Iberia y sellará un pacto de amistad con los pueblos íberos al unirse en matrimonio con la joven princesa íbera Himilce. En un principio los novios no aceptan la imposición del matrimonio pero, tras conocerse, el amor nace y la boda se realiza con el pleno consentimiento de ambos. Se realiza en un escenario desmontable, en el Puerto de Cartagena.

- Posteriormente, ya en el campamento festero, se celebran los festejos nupciales, entre los que se incluye una gran tarta nupcial.

- A lo largo de toda la noche se celebran en el campamento festero bodas gratuitas por los ritos cartaginés y celta para todos los turistas y visitantes. Algunas tropas también celebran divorcios exprés.[10]

### Martes
- El Oráculo de la Diosa Tanit es un acto teatral en el que la princesa Himilce consulta a la diosa Tanit sobre el futuro de la ciudad y de su matrimonio con Aníbal.

### Miércoles
- Las Pruebas de Aspar y los Ludi Romani transforman las calles carthaginesa y romana del campamento festero, respectivamente, en campos de competiciones, juegos y atracciones para que los niños y niñas puedan demostrar su destreza. Los primeros reciben su nombre en honor al príncipe Aspar, hijo del general Aníbal y la princesa Himilce.

- El Feriae Latino se celebra por la noche en la calle romana del campamento festero y en él los festeros de todas las legiones romanas interpretan distintos actos gratuitos e invitan al público a probar, sin coste alguno, las delicias gastronómicas y las bebidas romanas. La calle se engalana especialmente para la ocasión.

- El Designio de los dioses es un acto teatral que muestra a Escévola, comandante de la Legión Extraordinarii y al general Publio Cornelio Escipión consultando a Marta la Siria, pitonisa de la diosa Belona, sobre la inminente batalla por la toma de Qart Hadasht. La pitonisa anuncia una victoria romana a cambio de la vida del comandante de los Extraordinarii.

### Jueves
- En el Desembarco de la Armada Cartaginesa, las tropas desembarcan en el puerto de Cartagena para unirse al ejército de Aníbal antes de iniciar la marcha hacia Roma. También se recrea la contratación de mercenarios en la que el general Aníbal ofrece un tributo a las tropas mercenarias a cambio de que sean sus aliadas en la guerra.

- La Marcha de la salida de Aníbal hacia Roma es un desfile de las tropas cartaginesas en dirección al campamento festero en el que se muestra el poderío cartaginés y se conmemora la salida del general cartaginés hacia Roma.

### Segundo viernes
- Batalla deportivo marítima: Regata a remo en la dársena del puerto entre dos embarcaciones en la que se enfrentan los equipos Carthaginés y Romano, masculino y femenino, es la batalla no histórica de las fiestas de Carthagineses y Romanos.

- El Desembarco de la Armada Romana recrea la llegada de las fuerzas navales romanas al mando del Almirante Cayo Lelio que se sumarán a las legiones que esperan en tierra al mando del general Publio Cornelio Escipión.

- La Gran Batalla por la toma de Qart-Hadast es el acto emblemático de las fiestas que representa los combates entre los ejércitos cartaginés y romano, finalizando con la toma de la ciudad por Publio Cornelio Escipión en el año 209 antes de nuestra era. Se celebra en la cuesta del Batel, junto a la Muralla de Carlos III y muy cerca de los restos arqueológicos de la muralla púnica de Cartagena.

- El Desfile de la Victoria de Roma es un desfile hacia el campamento festero en el que solo intervienen las legiones romanas. Es una muestra del poderío de las legiones romanas que entran en la ciudad de Qart Hadasht, a la que se designa con el nombre latino de Cartago Nova.

### Segundo sábado
- El Homenaje a los Caídos recuerda a los soldados romanos muertos en batalla, depositando una corona de laurel en el monumento funerario de la Torre Ciega, un magnífico ejemplar de la arquitectura funeraria romana que corresponde a un enterramiento del siglo I a. C., dedicado a Tito Didio. En este acto también se hace un recordatorio especial a todos los festeros fallecidos durante el año.

- El Desfile General de Tropas y Legiones es la única ocasión en la que se puede ver desfilar a todos los grupos festeros, ya sean del bando cartaginés o romano, de manera conjunta. Todas las tropas y legiones visten sus mejores galas en un desfile que finaliza en el campamento festero.

### Segundo domingo
- El Gran Circo Romano es un espectáculo que representa luchas de gladiadores y grecorromanas, carreras de cuadrigas, bigas y caballos, danzas y desfiles marciales de legionarios romanos. Hasta el año 2009 se celebraba en el estadio de fútbol Cartagonova pero, tras el ascenso del equipo a segunda división B, empezó a representarse en una plaza de toros portátil con capacidad para unas 4.000 personas.[11] Debido al alto costo de montar y desmontar este tipo de infraestructura, no se celebró en los años 2010, 2011, 2012 y 2013.[12] Desde 2014 se celebra una vez cada dos años.[13]

- El Acto de la Victoria de Roma escenifica la victoria de Roma con la liberación de los rehenes de Carthago, la entrega de las dos Coronas Murales, la cesión del mando de la ciudad a Marco Sempronio y la proclamación de la Ley de Roma. Como caso único en la historia de Roma, el general Escipión entrega dos Coronas Murales, una al legionario Quinto Trebelio y otra al marino Sexto Digicio, por disputarse ambos la gloria de haber sido el primer romano que pisara Qart Hadasht durante su asedio. Hasta 2015 se celebraba el segundo viernes, inmediatamente tras la finalización de la Gran Batalla.

- En el Apagado del Fuego Sagrado, las sacerdotisas, los sacerdotes, las vestales y representantes de Tropas y Legiones, recorren las calles del recinto festero, apagando y silenciando a su paso todos los campamentos, para llegar al escenario en el que se apagará el Fuego Sagrado y se entonará el Himno de Cartagena. Para finalizar, se lanza un castillo de fuegos artificiales.

## Actividades de campamento
Además del programa oficial existe un programa interno de actividades de campamento, establecido por cada tropa o legión de manera unilateral y que se hace público a través de las redes sociales y de cartelería en el recinto festero.
Este programa incluye más de cien actividades gratuitas en forma de conciertos de bandas locales y regionales, degustaciones, pequeñas obras de teatro, monólogos, concursos (de belleza, de barbas, de pasodobles, de tiro con arco, de karaoke, de pulsos, de Sokatira, de gorgoritos), exhibiciones (de tiro con honda, de lucha grecorromana), celebración de bodas y divorcios, rapto de festeros, subastas de esclavos, etc.
Todos los actos del programa están abiertos a la participación del público en general y son gratuitos.

## Actividades todo el año
El lema "Carthagineses y Romanos todo el año" propone unas fiestas que estén presentes en la sociedad durante los doce meses del año, convirtiendo a Carthagineses y Romanos en algo más que una fiesta.
Así, colectivos de Carthagineses y Romanos participan de manera activa en la cultura de la ciudad a través de distintas vías:
- Ofrenda floral a la patrona La Virgen de la Caridad durante el Viernes de Dolores.[16]
- Participación en la carrera cívico-militar La Ruta de las Fortalezas, con presencia en la recogida de dorsales y con montaje de un stand promocional.
- Participación en la Noche de los Museos.[17]
- Participación en la festividad local de las Cruces de mayo.[18]
- Participación en el Programa de Intercambio de Juventud Multidistrito España del Rotary Club.[19]
- Actividades solidarias de recogida de alimentos y juguetes.[20]
- Apoyo a la Asociación Apanda en su carrera solidaria Marchapanda.[21]
- Visitas a colegios, institutos y asilos de ancianos.[22] Al año se reciben 30 peticiones de autoridades de distintos centros educativos de Cartagena y su Comarca para este tipo de visitas.[23]
- Campañas de donación de sangre y médula a través de la Batalla por la Vida.[24]
- Actividades de colaboración con otros organismos, como la Oficina Nacional de Turismo de Túnez.[25]
- Actividades promocionales en ferias, como la Feria Internacional del Turismo (Fitur).[26]
- Convivencias festeras durante el año.[27]

Desde el año 2017 se celebra también el "Medio año festero", unas jornadas culturales, de convivencia y de ocio que tienen lugar tras la Semana Santa. Entre su programación se incluyen conferencias gratuitas, conciertos musicales, juegos infantiles, cuentacuentos y comidas de hermanamiento.

## Actividades deportivas
En el contexto de las fiestas se organizan diversos eventos deportivos:
- Batalla Naval: Torneo de remo que enfrenta a un equipo formado por cartagineses con otro formado por romanos, en dos modalidades: masculina y femenina.
- Batalla Solidaria Deportiva SOI de Carthagineses y Romanos: Torneo de baloncesto 3x3. Celebró su IV edición en el año 2016.[29]
- Campeonato de España de petanca para adaptados y discapacitados: Celebró su I edición en el año 2013.[30]
- Campeonato de Fútbol 7 y Pádel.[31]
- Carrera Arx Asdrubalis: Recorrido urbano de nueve kilómetros por las cinco colinas fundacionales de la ciudad así como por las calles del casco antiguo y los principales yacimientos del centro. Celebra su I edición en el año 2017.[32]
- Carrera Marchapanda.
- Demostraciones de Trial Bici.
- Fútbol sala.
- Marcha Cicloturista Cartagineses y Romanos: Celebró su XXVI edición en el año 2016.[33]
- Milla Urbana Primisport: Carrera para deportistas adaptados, que recorrerá la vía verde de Barrio Peral. Celebró su I edición en el año 2015.[34]
- Ruta BiciRomana: Celebró su VII edición en el año 2016.[35]
- Travesía a nado al Puerto de Cartagena: Celebró su XXV edición en 2015.[36]
- Trofeo Carthagineses y Romanos de Vela: Trofeo nacional de clase Snipe, organizado por el Real Club de Regatas de Cartagena dentro del programa de su Semana Náutica. Celebró su XXV edición en el año 2016.[37]
- Trofeo Carthagineses y Romanos de Karting: En 2014 reunió a más de 100 pilotos nacionales siendo la quinta prueba puntuable del Campeonato de Karting de la Comunidad de Madrid.[38][39]
- Torneo Internacional de Ajedrez sub 2200: Campeonato válido para ELO Fide y Feda. Celebró su X edición en el año 2015.[40]
- Torneo Internacional de Bádminton: Celebró su XVII edición en el año 2016.[41]

Durante las fiestas, el primer equipo de fútbol de la ciudad, el Fútbol Club Cartagena, ofrece entrada libre a los partidos disputados como local a los aficionados que acudan vestidos de cartaginés o romano. El acceso se realiza con el traje pero sin ornamentación complementaria (espada, casco, escudo, tridente o similar).

## Grupos festeros
La fiesta la conforman 25 tropas cartaginesas y 25 legiones romanas, que tienen sus cuarteles generales en un gran campamento en las inmediaciones del estadio de fútbol Cartagonova, donde la fiesta continúa todas las noches.
- Legiones romanas: Pueblo de Carthagonova, Adoradores de Venus y Dioses del Olimpo, Amazonas de Capadocia, Ara Pacis, Collegium Consulum - Edetanos, Fuerzas de Choque Extraordinarii, Gens Numisius, Guardia Pretoriana, Infantería Auxiliar Hispana, Legio II Navalis Sexto Digicio, Legio III, Legio IV Quinto Trebelio, Legio Vernácula, Legio XV Harpastum, Legión Cayo Lelio, Legión de Escipión, Legión de Sagunto, Magistrados de Roma, Marte y Minerva, Nova Carthago Spartaria, Pueblo de Massalia, Rehenes de Carthago - Cuestor Cayo Flaminio, Triunviros de Carthagonova, Universitas y Vigiles de Carthagonova.
- Tropas cartaginesas: Caballeros e Isis de Carthago, Cinco Colinas, Conquistadores de Iberia y Fundadores Bárcidas, Discípulos de Esmún, Guardia de Tanit, Guerreros de Uxama, Honderos Baleares, Lanceros Hoplitas Libios, Mastienos, Mercenarios Celtas, Mercenarios de Lobetania, Mercenarios Iberos, Mercenarios Ilergetes de Indibil, Navegantes de Bomílcar, Príncipes de Mastia y Colonias Fenicias, Reino de Tartessos, Tropa de Adherbal, Tropa de Amílcar Barca, Tropa de Magón y Quart-Hadast, Tropas de Aníbal, Tropas de Asdrúbal, Tropas de Baal-Hammón, Tropas de Himilcón y Tropas de Tiro.

Todas ellas están constituidas en Asociaciones sin ánimo de lucro.

### Tropas cartaginesas
Las tropas fundadoras son aquellas que se crearon en el año I de las fiestas.
- Caballeros e Isis de Carthago: Tropa fundadora. Su personaje principal es la diosa Isis. Reparten "néctar sagrado" en el campamento durante las fiestas. Su símbolo es una representación de la diosa Tanit conteniendo en su interior el símbolo cartaginés del caballo y la palmera.

- Caballería Lusitana: Utilizan caballos en sus desfiles. Reemplazó a Discípulos de Esmún en 2013.

- Cinco Colinas: Tropa fundadora. Su símbolo es una "V" rodeada por dos ramas de laurel.

- Conquistadores de Iberia y Fundadores Bárcidas: Tropa Fundadora, aunque inicialmente se denominaban Conquistadores de Iberia. Crearon y dieron vida los nueve primeros años a Aspar, hijo de Aníbal e Himilce, y fueron los impulsores de las "Pruebas de Aspar". Conocidos por la degustación de las "Pelotillas de Itubal", fruta con elixir de los dioses. Su símbolo es un cachorro de leopardo.

- Discípulos de Esmún: Rinden honores a Eshmún, el gran dios púnico de la medicina y la salud. Su símbolo es el árbol de la vida envolviendo al vástago y las dos serpientes, signos de su medicina bimilenaria. Este grupo ya no existe.

- Honderos Baleares: En la fachada de su campamento aparece una recreación gigante de un hondero balear, al que familiarmente se conoce como "Chiquitín".[43] Esta tropa mantiene lazos de amistad con la Federación Balear de Tiro con Honda, con la que han realizado alguna actividad conjunta.[44] Su símbolo es una serpiente en forma de círculo.

- Guerreros de Uxama: Tropa fundadora. Los varones cubren su cara con tupidas barbas, que se afeitan el último domingo de fiestas. Su símbolo es un caballo ibérico.

- Guerreros Ilergetes de Indíbil: Su símbolo es la cara mortuoria del rey Indíbil y la figura del lobo como símbolo de la ciudad y animal totémico.

- Guardia de Tanit: Sus personajes principales son la diosa Tanit y la Suma Sacerdotisa. Fue la primera tropa en utilizar la catapulta y la ergástula o jaula.[45] Su símbolo es la diosa Tanit junto a la palmera y el caballo.

- Lanceros Hoplitas: Su principal personaje es el general Naravas. Su insignia son dos serpientes enfrentadas en arco que dan cobijo a un sol naciente bajo el cual camina el elefante africano de los Bárcidas.

- Mastienos: Tropa fundadora. Sus personajes principales son el Régulo, la Sacerdotisa, el Capitán, el Filósofo y el Príncipe Heredero. En el escudo mastieno, el tema central es el castillo sobre las peñas que representa la fortaleza de la ciudad y está coronado por la media luna invertida y el sol, símbolos de la divinidad púnica Tanit. La orla compuesta por el ancla, el delfín, la hoja de palma y el caduceo representan los símbolos del gran centro comercial de Mastia.

- Mercaderes de Abdera: Reemplazó a Tropas de Amílcar Barca en 2016.

- Mercenarios Celtas: Tienen como personajes principales al caudillo Alysos y al gran druida Ainvar. Teutates, Esus y Taranis son sus dioses y su símbolo es una gran calavera de una cabeza de vaca, que a su vez les sirve de estandarte.

- Mercenarios Íberos: Sus personajes principales son el presidente, el caudillo, la capitana y el brujo. Elaboran la pócima sagrada Hapetake. Su símbolo es una cabeza de lobo, la falcata y el sagum.

- Mercenarios de Lobetania: En su símbolo representan a la diosa Astarté en la figura del Domador de Caballos que a su vez era representativa del jefe del clan o de la tribu. También utilizan la figura del lobo.

- Navigantes de Bomílcar: Cuentan con un elixir propio denominado "Kokhabo" con el que reponen sus fuerzas. Su principal personaje es el Almirante Bomílcar y su insignia es la Columna rostral que se encuentra en el puerto de Cartagena.

- Príncipes de Mastia-Caballería Númida: Tropa fundadora, aunque inicialmente se denominaban Príncipes de Mastia. En 2013 se unifican con la Caballería Númida. Su símbolo es el caballo y la palmera y en su campamento es típico tomar una ración de lentejas con pan, vino y ensalada.

- Quart Hadast: Tropa fundadora. Sus personajes principales son el "Gran Señor de Quart-Hadast" y la "Dama de Quart-Hadast". Fue el primer grupo festero en diseñar un campamento propio, hecho que empezó a sentar las bases de lo que es el campamento festero en la actualidad. Su símbolo es un castillo de época.

- Reino de Tartessos: Su protector es el dios Neto, al que dedican su Danza de la Espada. Su símbolo es una letra "T" con dos espadas cruzadas.

- Tropas de Adherbal: Su principal personaje es el Almirante Adherbal. Su símbolo es un navío púnico, réplica de un grabado en piedra encontrado en la tumba de Sidón y también utilizan un ancla de época que figura en su estandarte.

- Tropas de Amílcar Barca: Su principal personaje es Amílcar Barca, patriarca de la "Camada del león". Su símbolo es la colina de Eshmún con el actual Castillo de la Concepción, flanqueado por dos colmillos de elefante. Este grupo ya no existe.

- Tropas de Aníbal: Tropa fundadora. Su estandarte es una lanza con el ojo sagrado de Melkart y la media luna, con el elefante Surus que acompañó a Aníbal en muchas de sus batallas y la efigie del general Aníbal.

- Tropas de Asdrúbal: Tropa fundadora, aunque inicialmente se denominaban Seguidores de Asdrúbal. En los primeros años organizaban el acto de la Fundación de Qart-Hadast. Sus personajes principales son el general Asdrúbal y la princesa Titayú. Sus símbolos son la estrella argéada o Sol de Vergina, la efigie del general Asdrúbal y Trompi, un elefante a escala semi-real que sirve como mascota y arma de ataque.

- Tropas de Baal-Hammón: Sus personajes principales son los dioses Baal Hammon y Bes. Su símbolo es el sol alado, el toro, la maza y la lanza vegetal.

- Tropas de Himilcón: Su principal personaje es el almirante Himilcón, al que Cneo Cornelio Escipión infligió una gran derrota en la desembocadura del río Ibero (Ebro). Su símbolo es un trirreme sobre el mar azul dentro de un círculo de oro, así como el símbolo carthaginés de la palmera y el caballo.

- Tropas de Magón: Sus personajes principales son Magón Giscón, Magón Barca y la princesa Sofonisba. Su insignia es la cabeza de toro, representación de Baal Hammon. En su campamento tienen reproducciones de piezas museísticas.

- Tropas de Tiro: Sus personajes principales son la princesa Elisha y el general Carthalón, oficial del ejército de Aníbal al mando de la caballería númida. Sus símbolos son la cabeza de un león, que representa al dios Melkart y una galera (trirreme) que preside su campamento.

### Legiones romanas
Las legiones fundadoras son aquellas que se crearon en el año I de las fiestas.
- Adoradores de Venus y Dioses del Olimpo: Su personaje principal es la diosa Venus, emblema de la legión, aunque también rinden culto a Júpiter, Neptuno, Ceres, Plutón, Juno y Vulcano.

- Amazonas de Capadocia: Legión compuesta en su totalidad por mujeres. Su personaje principal es la reina Pentesilea, que es incinerada en la Noche del Fuego. Durante las fiestas ofrecen para beber sangre cartaginesa. Su símbolo es la "Gran Mantis Religiosa", a la que rinden culto dos sacerdotisas.

- Ara Pacis: Su personaje principal es Esculapio, el dios romano de la Medicina y la Salud. Su nombre hace referencia al Ara Pacis encontrado en Cartagena y que se conserva en el Museo de Arqueología de Cataluña en Barcelona. Su insignia es una serpiente enroscada en un tronco de olivo, símbolo imperecedero de la salud.

- Argentum: Sus principales personajes son el Gran Argentarius y el Divino Aletes. Este grupo ya no existe.

- Collegium Consulum Edetanos: Inicialmente se denominaban Collegium Consulum, aunque posteriormente se les unió la Guardia Edetana. Sus personajes principales son el legendario Rey Edecón, la diosa Potnia Hippon y el Sumo Sacerdote.

- Fuerzas de Choque Extraordinarii: Cuerpo de élite encargado de las misiones más difíciles. Sus personajes principales son el comandante Escévola, Cneo Petreyo y Marta La Siria. Su símbolo es el puño cerrado en la frente, con una espada atravesada, dos ramas y tres lobos.

- Gens Numisius: Su personaje principal es el patricio Cayo Numisius. Su símbolo es el águila.

- Guardia Pretoriana: Legión fundadora. Sus personajes principales son Tito Fonteyo, Sejano, Macro y Tigelino. Sus símbolos son el escorpión y el caballo. En el pasado incluían caballos en sus desfiles.

- Infantería Auxiliar Hispana: Reemplazó a Argentum en 2014. Su función era servir de complemento a las legiones. Su personaje principal es Orisón.

- Legio III: Su personaje principal es Tiberio Fonteyo, legado bajo el mando de Publio Cornelio Escipión. Reemplazó a Templo de Baco en 2013.

- Legio Vernácula: Su personaje principal es Marco Sempronio Tuditano. Organizaban un acto conocido como Ajedrez Viviente, una obra de teatro de género comedia romana que formaba parte del programa oficial de fiestas y que en el año 2013 pasó a denominarse Comedia Romana.[46] Su símbolo es el lince ibérico "lynx pardellos".

- Legio XV Harpastum: Practican un deporte denominado "harpastum", muy parecido al rugby actual. Gran parte de los miembros de esta legión juegan en equipos de rugby de la ciudad. Reemplazó a Tribunos de Roma en 2013.

- Legión de Cayo Lelio: Legión fundadora. Su personaje principal es el almirante Cayo Lelio, amigo personal de Escipión. Su insignia es una galera con las letras C y L en sus velas, todo ello dentro de un doble círculo.

- Legión de Escipión: Legión fundadora. Su personaje principal es Publio Cornelio Escipión. Su insignia es una espada romana con águila y la palabra "Romana".

- Legión de Sagunto: Sus principales personajes son el general Valerio Graco y la diosa Niké. Su símbolo es el caballo alado.

- Legión II Navalis: Su personaje principal es Sexto Digicio, condecorado con una Corona Mural tras el asedio a la ciudad. Sus elementos distintivos son un barco con una loba en la proa, además de una mano blanca extendida.

- Legión IV Quinto Trebelio: Su personaje principal es Quinto Trebelio, condecorado con una Corona Mural tras el asedio a la ciudad. Su símbolo es una torre atravesada por la pilum y el número IV.

- Legión Rehenes De Carthago: Sus personajes principales son Cuestor Cayo Flaminio, la princesa Iría, el príncipe Alucio, Merita (la esposa de Mandonio) y las hijas de Indíbil. Su acto más importante es la Liberación de los Rehenes. Su símbolo es la espada flanqueada por grilletes bajo un águila.

- Legión Universitas: Su personaje principal es el historiador Polibio y sus dioses son Apolo, Hércules y Juno. Organizan el acto del Nasciturus. Su símbolo es una rosa de los vientos con una auriga.

- Magistrados de Roma: Legión fundadora. Son los encargados de proclamar la Ley de Roma tras la toma de la ciudad. Sus personajes principales son Propretor y la Dama de Roma. Su símbolo es una medalla donde se representan dos leones y el fasces.

- Marte y Minerva: Sus personajes principales son el dios Marte y la diosa Minerva, que son también sus símbolos.

- Nova Carthago Espartaria: Sus personajes principales son la diosa Vesta, el general Quinto Sertorio y Lucio Emilio Recto. Sus símbolos son una galera y dos cuernos entrelazados.

- Pueblo de Carthagonova: Reemplazó a Senadores Patricios de Roma en 2015. Representan los oficios de un pueblo romano, desde el más humilde esclavo hasta el más poderoso lanista, pasando por un ludus lleno de los más valerosos y fuertes gladiadores. Sus principales personajes son la Diosa Libitina, la Diosa Furrina, Caronte, Dios Dis Pater, el Dómine y Dómina, y el Dottore. Su símbolo es el buitre.

- Pueblo de Massalia: Sus personajes principales son Estratego, el lugarteniente, el sacerdote Hefastión y la diosa Artemisa. Su símbolo es el búho.

- Senadores Patricios de Roma: Su símbolo es un medallón con las siglas SPQR. Este grupo ya no existe. Fue sustituido por Pueblo de Carthagonova.

- Templo de Baco: Fundada en torno a la figura de Baco, hijo de Júpiter y Sémele, dios de la vendimia y el vino. Su símbolo es una copa con un racimo de uvas. Este grupo ya no existe.

- Tribunos de Roma: Sus personajes principales son Tiberio Sempronio Graco y la diosa Dea Ilia, madre de Rómulo y Remo. Su símbolo son dos ramas de laurel que rodean a las siglas "TR". Este grupo ya no existe.

- Triunviros de Carthagonova: Su principal personaje es Flamime Dial, así como Júpiter, Triapo y Astargatis. Su símbolo es una moneda con tres magistrados con las siglas "SC" que significa "Senado Consulto".

- Vigiles de Carthagonova: Representan servicios públicos de la época, tales como los bomberos. Gran parte de los miembros de esta legión son actualmente bomberos en activo de Cartagena. Sus personajes son Vulcano y Venus y sus símbolos son el fuego y el águila romana.

### Número de grupos festeros por año
| Año  | Número de tropas cartaginesas | Número de legiones romanas |
| ---- | ----------------------------- | -------------------------- |
| 1990 | 10                            | 7                          |
| 1991 | 14                            | 12                         |
| 1992 | 24                            | 19                         |
| 1993 | 25                            | 23                         |
| 1994 | 25                            | 25                         |
| 1995 | 25                            | 25                         |
| 1996 | 25                            | 25                         |
| 1997 | 25                            | 25                         |
| 1998 | 25                            | 25                         |
| 1999 | 25                            | 25                         |
| 2000 | 25                            | 25                         |
| 2001 | 25                            | 25                         |
| 2002 | 25                            | 25                         |
| 2003 | 25                            | 25                         |
| 2004 | 25                            | 25                         |
| 2005 | 25                            | 25                         |
| 2006 | 25                            | 25                         |
| 2007 | 25                            | 25                         |
| 2008 | 25                            | 25                         |
| 2009 | 25                            | 25                         |
| 2010 | 25                            | 25                         |
| 2011 | 25                            | 25                         |
| 2012 | 25                            | 25                         |
| 2013 | 25                            | 23                         |
| 2014 | 25                            | 25                         |
| 2015 | 25                            | 25                         |
| 2016 | 25                            | 25                         |
| 2017 | 25                            | 25                         |
| 2018 | 25                            | 25                         |
| 2019 | 25                            | 25                         |
| 2021 | 25                            | 25                         |
| 2022 | 25                            | 25                         |

## Campamento festero
El campamento festero se encuentra en las inmediaciones del estadio de fútbol Cartagonova y está formado por dos calles: una cartaginesa y una romana. En la calle cartaginesa se encuentran las casetas de todas las tropas púnicas. En la calle romana se encuentran las casetas de todas las legiones romanas.
Además consta de una zona de servicios, dependencias para la Policía Nacional, Policía Local, Cruz Roja y Protección Civil, un pequeño hospital, caseta de información y una carpa de protocolo para organizar actividades promocionales, culturales y solidarias.
Las cincuenta casetas de los grupos festeros disponen de limitadores de sonido que evitan que se superen los máximos niveles de ruido permitidos y garantizan que la música de todas las casetas termine a la hora prevista.
Junto al campamento festero se instala una feria de atracciones y un mercado de época.
Durante las fiestas, el bus turístico del consorcio Cartagena Puerto de Culturas modifica su recorrido para acercar a los visitantes que lo deseen al recinto festero para disfrutar de las fachadas de los distintos grupos y disfrutar del Campamento de Día, que permite tomar bebida y tapa por un precio fijo.
Desde abril del año 2014 alumnos de 4.º de ESO del IES Sabina Mora de Roldán (Torre-Pacheco) trabajan en Informática en un ambicioso proyecto educativo que consiste en el modelado, escaneado e impresión 3D del campamento festero, así como trabajos de realidad virtual y realidad aumentada. El proyecto surgió de la mano de David Alonso de la Legión Auxiliar Hispana y cuenta con el apoyo de la empresa BQ y de la Universidad Politécnica de Cartagena a través de UPCT Makers. Desde el año 2016 el campamento puede visitarse en 3D mediante realidad virtual, incluyendo fachadas y algunos interiores.

## Hermanamientos
En 1995, fue promovido un hermanamiento de ciudades entre Cartagena y El Burgo de Osma (provincia de Soria) por la tropa Guerreros de Uxama, que toma su nombre del antiguo asentamiento arévaco de Uxama Argaela, sito en el municipio soriano.
También existen hermanamientos entre tropas y legiones de Carthagineses y Romanos con peñas de otras fiestas:
- Hermanamiento de la tropa Guerreros Ilergetes de Indibil con la peña madre de las fiestas del Aplec del Caragol de Lérida, la Orden del Caracol, desde 1996.[53]

- Hermanamiento de las Tropas de Baal-Hammon con la peña Los Verbenas de las fiestas patronales de San Pedro y San Pablo de Burgos, desde 2017.[54]

También existen hermanamientos de las fiestas con:
- El Carnaval de Águilas, desde 1998.
- Las fiestas de San Antonio de la Florida (Madrid), desde 1998.
- Las fiestas del Aplec del Caragol de Lérida, desde 1998.
- La Federación de Sodales Ibero-Romanos de Fortuna, desde 1999.[55]
- Las Fiestas de la Bruja de Alcantarilla, desde 2009.[56]
- El grupo Tercios Felipe II-Mosqueteros, de las Fiestas Trinitario Berberiscas de Torre-Pacheco, desde 2015.[57]
- Las Fiestas de Moros y Cristianos de la Font de la Figuera, desde 2015.[58]
- Las Fiestas Ibero-romanas de Cástulo (Linares), desde 2016.[59][60]
- La Federación de Fajas, Blusas y Corpiños de Burgos, de las fiestas de los Sampedros, desde 2017.[61][62]